# Chiselet
Chiselet è un comune della Romania di 3 554 abitanti, ubicato del distretto di Călărași, nella regione storica della Muntenia.
Il monumento più importante del comune è la chiesa dell'Assunzione di Maria (Adormirea Maicii Domnului), costruita verso la metà del XIX secolo.